# Camille Marchand
 (février 2015).
Si vous disposez d'ouvrages ou d'articles de référence ou si vous connaissez des sites web de qualité traitant du thème abordé ici, merci de compléter l'article en donnant les références utiles à sa vérifiabilité et en les liant à la section « Notes et références ».
Pour les articles homonymes, voir Marchand.
Camille Marchand, né le 19 décembre 1873 dans le 6e arrondissement de Paris est un fonctionnaire de police français. Il fait toute sa carrière au sein de la police de Paris entre 1896 à 1941. Il commence comme simple secrétaire et gravit tous les échelons jusqu'à devenir directeur général de la police municipale de la préfecture de police. Il finit nommé préfet de police de Paris à titre intérimaire de février à  mai 1941. Il est mis à la retraite le 31 août 1941. Il meurt à Nice le 27 décembre 1972.

## Biographie

### Enfance et formation
Né à Paris, au 71 de la rue du Cherche-Midi, le 19 décembre 1873, dans un milieu modeste, Camille, Marie, Auguste Marchand est le fils d'un employé, Firmin Marchand, et de son épouse Jeanne Camille Laborde. Son père est âgé de 39 ans lors de sa naissance et sa mère de 33 ans. Il grandit dans son quartier natal et fait ses études au lycée Saint-Louis à Paris jusqu’à la classe de seconde. Il entre dans la vie active en octobre 1891 dans la parfumerie, commis aux écritures de la Maison Oriza  puis représentant de maison de parfumerie Bourjois. 
Il commence son service militaire, le 13 novembre 1894, comme caporal au 36e régiment d’infanterie  avant d’être dispensé le 23 septembre 1895, car son frère officier d'active est mort en service. Le 17 avril 1896, il est nommé secrétaire suppléant des commissariats de Paris à la préfecture de police et commence alors sa carrière de fonctionnaire de police. 
Il se marie le 27 janvier 1906, à Paris dans le 14e arrondissement avec Germaine Fernet. Il meurt dans sa centième année, le 27 décembre 1972 à Nice.

### Carrière dans la police parisienne

#### Secrétaire administratif (1896-1901)
Camille Marchand débute comme secrétaire de commissariat. Il est titularisé et nommé secrétaire du commissariat de Pantin, le 26 juillet 1897. Le 21 avril 1899, il est affecté au commissariat du quartier de l'Hôpital-Saint-Louis et, à sa demande, le 26 juillet 1901, du quartier de la Sorbonne. 

#### Officier de police (1902-1913)
Il évolue professionnellement en étant breveté des cours techniques de signalement descriptif le 5 juin 1902, ce qui lui permet d'accéder aux fonctions d'inspecteur principal de gardiens de la paix le 16 juillet 1903, puis d'officier de paix de la ville de Paris, le 16 avril 1904. Camille Marchand est alors attaché à la police municipale du 12e arrondissement, le 22 avril 1904, puis du 9e arrondissement, le 14 août 1913.

#### Commissaire de police (1914-1928)
Il est nommé commissaire de police de la ville de Paris le 13 janvier 1914. Affecté au 7e district le 26 janvier 1914, Camille Marchand est d'abord chargé du commissariat du quartier de l'Europe le 9 juillet 1914, puis chargé du 9e arrondissement à compter du 13 mars 1921. 
Élevé au grade de commissaire divisionnaire, il devient chef du 4e district le 19 mai 1922, puis est chargé de l’intérim du 8e district à compter du 24 décembre 1924. Il est nommé chef du 7e district en 1925, puis chef du 1er district à compter du 1er août 1927 et chargé de l’intérim du 2e district à compter du 16 mars 1928. Camille Marchand est alors appelé dans des fonctions de direction à la préfecture de police 

#### Directeur à la préfecture de police de Paris (1928-1941)
Le 30 mai 1928, il est nommé directeur adjoint de la police municipale à la préfecture de police puis directeur des services de la police municipale  à compter du 11 juillet 1931.
Camille Marchand est blessé le 6 février 1934 lors des manifestations qui tournent à l'émeute. 
Le 8 juin 1936, il accède au poste  de directeur général de la police municipale de la préfecture de police.

### Préfet de police de Paris par intérim (février – mai  1941)

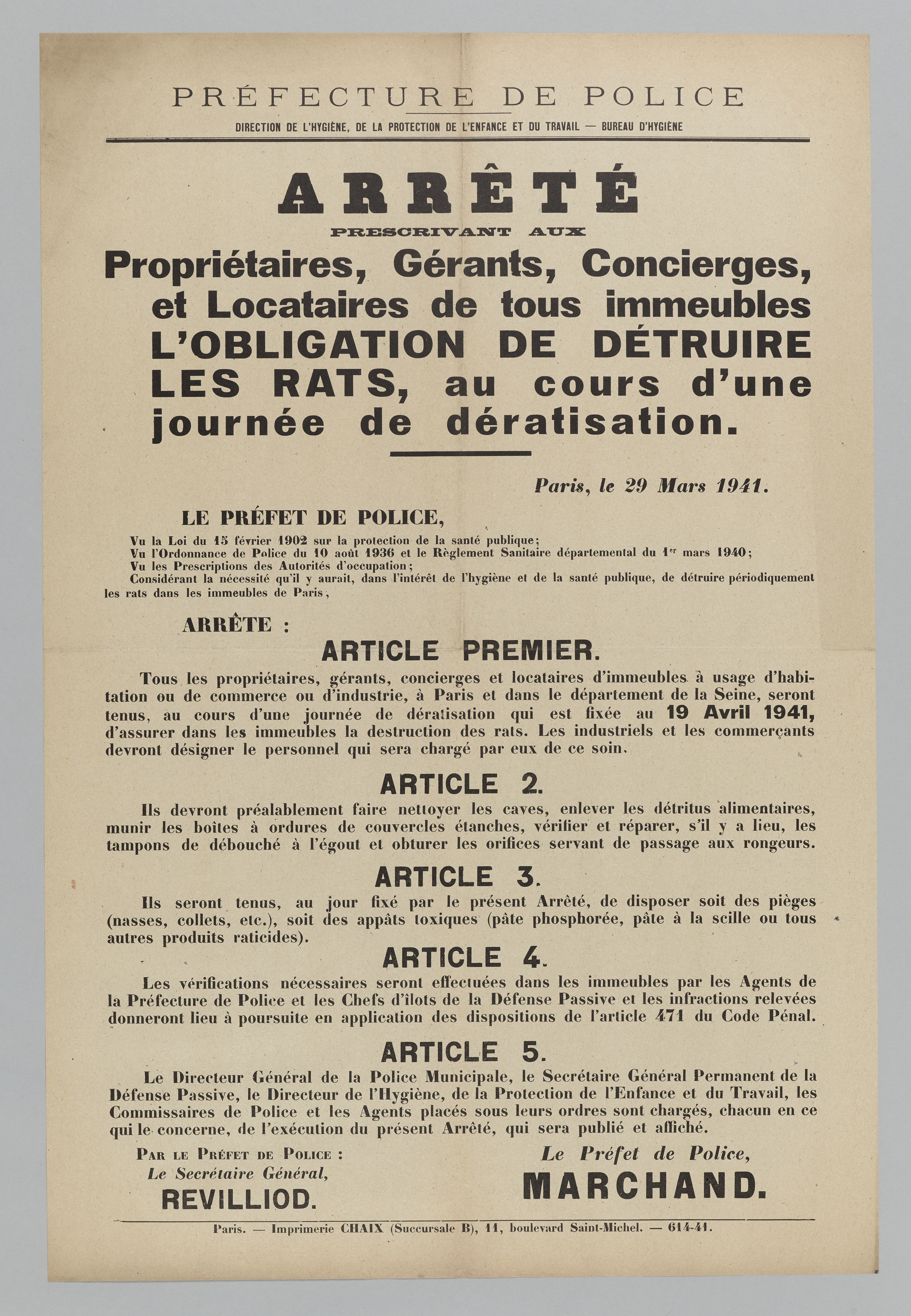
Journée de dératisation.

Toujours directeur général de la police municipale de la préfecture de police, Camille Marchand est délégué dans les fonctions de préfet de police le 3 février 1941, après l’arrestation et l’incarcération du préfet de police en titre, Roger Langeron. Ce dernier est destitué par le gouvernement de Vichy le 26 février 1941, avec d'autres préfets qualifiés de républicains. 
Camille Marchand est nommé à titre intérimaire préfet de police de Paris du 26 février 1941 au 14 mai 1941. Il est admis à faire valoir ses droits à la retraite à compter du 31 août 1941.

#### Ouvrages où il est cité
- René Bargeton, Dictionnaire biographique des préfets (septembre 1870 – mai 1982), Paris, Archives nationales, 1994, 555 p. (ISBN 2-86000-232-4)

- André Benoist, Les mystères de la police : Révélations par son ancien directeur, Paris, Nouvelles éditions latines, 1935, 256 p. (BNF 31793598), p. 73.

- Alain Decaux, C’était le XXe siècle, vol. 2 La course à l’abîme, Paris, Perrin, 1997, 336 p. (ISBN 978-2-262-01178-9), pp.  59, 63, 68-75.

- Georges-André Euloge, Histoire de la police et de la gendarmerie : des origines à 1940, Paris, Plon, 1985, 376 p. (ISBN 2-259-01360-0), p.  340.

- Roger Langeron, Paris juin 1940, Paris, Flammarion, 1946, 219 p. (BNF 36565328)